# CAAMFest

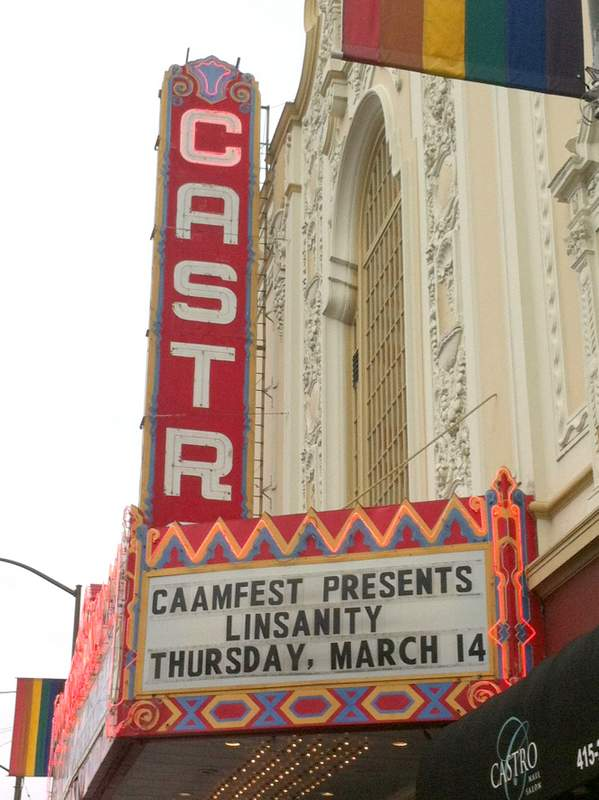
Linsanity à la soirée d'ouverture du CAAMFEST 2013

Le CAAMFest (Center for Asian American Media Festival), avant 2013 San Francisco International Asian American Film Festival (SFIAAFF),, est un festival cinématographique annuel se déroulant chaque mois de mars depuis 1982 dans la région de la baie de San Francisco aux États-Unis.
Le festival se présente comme la plus grande vitrine du pays pour les nouveaux films Asio-Américains et Asiatiques. Chaque année, quelque 130 œuvres sont projetées à San Francisco, Berkeley et San Jose. Le festival est organisé par le Center of Asian American Media,.   